# Orma (langue)
Pour les articles homonymes, voir Orma.
L'orma est une langue afro-asiatique de la branche des langues couchitiques parlée au Nord du Kenya, dans la région de Tana River, située dans la Province Côtière par 69 000 Oromos.

L'orma est également parlé par les Oromos Munyo et par des groupes influencés par la culture somalie, les Warday.

## Classification
L'orma est une des langues oromo classé parmi les langues couchitiques orientales à l'intérieur desquelles il constitue le sous-groupe couchitique oriental des basses terres, avec les autres langues oromo telles que le borana et le waata.
Pour H. Stroomer, l'orma est un dialecte oromo.

## Phonologie
Les tableaux montrent la phonologie de l'orma : les consonnes et les voyelles.

### Voyelles
|         | Antérieure    | Centrale      | Postérieure   |
| ------- | ------------- | ------------- | ------------- |
| Fermée  | i [i] ii [iː] |               | u [u] uu [uː] |
| Moyenne | e [e] ee [eː] |               | o [o] oo [oː] |
| Ouverte |               | a [a] aa [aː] |               |

### Consonnes
|              |              | Bilabiales | Dentales | Alvéol. | Dorsales | Dorsales | Glottales |
| ------------ | ------------ | ---------- | -------- | ------- | -------- | -------- | --------- |
| Palatales    | Vélaires     | Bilabiales | Dentales | Alvéol. |          |          | Glottales |
| Occlusives   | Sourde       |            | t [t]    |         |          | k [k]    | ʔ [ʔ]     |
| Occlusives   | Sonore       | b [b]      | d [d]    |         |          | g [g]    |           |
| Occlusives   | Éjectives    | p’ [p’]    | t’ [t’]  |         |          | k’ [k’]  |           |
| Occlusives   | Implosives   |            | ɗ [ɗ]    |         |          |          |           |
| Fricative    | Fricative    | f [f]      | s [s]    |         | š [ʃ]    |          | h [h]     |
| Affriquée    | Sourde       |            |          |         | c [t͡ʃ]   |          |           |
| Affriquée    | Sonore       |            |          |         | j [d͡ʒ]   |          |           |
| Affriquée    | Éjectives    |            |          |         | c’ [t͡ʃ’] |          |           |
| Nasale       | Nasale       | m [m]      |          | n [n]   | ny [ɲ]   |          |           |
| liquide      | liquide      |            | r [r]    | l [l]   |          |          |           |
| Semi-voyelle | Semi-voyelle | w [w]      |          |         | y [j]    |          |           |

Les phonèmes [p] et [z] ne se rencontrent que dans des emprunts à d'autres langues, le swahili ou l'anglais .

## Sources
- (en) Stroomer, Harry, A Comparative Study of Three Southern Oromo dialects in Kenya, Kuschitische Sprachstudien 6, Hamburg, Helmut Buske Verlag, 1987,  (ISBN 3-87118-846-8)